# مارک رانکین
مارک رانکین (انگلیسی: Mark Rankine؛ زادهٔ ۳۰ سپتامبر ۱۹۶۹) بازیکن فوتبال اهل بریتانیا است.
از باشگاه‌هایی که در آن بازی کرده‌است می‌توان به باشگاه فوتبال دونکستر راورز، باشگاه فوتبال ولورهمپتون واندررز، باشگاه فوتبال شفیلد یونایتد، باشگاه فوتبال ترانمره راورز، و باشگاه فوتبال پرستون نورث اند اشاره کرد.